# Хилдрицхаузен
Хилдрицхаузен (њем. Hildrizhausen) општина је у њемачкој савезној држави Баден-Виртемберг. Једно је од 25 општинских средишта округа Беблинген. Према процјени из 2010. у општини је живјело 3.664 становника. Посједује регионалну шифру (AGS) 8115022.

## Географски и демографски подаци
Хилдрицхаузен се налази у савезној држави Баден-Виртемберг у округу Беблинген. Општина се налази на надморској висини од 481 метра. Површина општине износи 12,2 km². У самом мјесту је, према процјени из 2010. године, живјело 3.664 становника. Просјечна густина становништва износи 301 становника/km².